# Geroldswil
Geroldswil est une commune suisse du canton de Zurich.